# Île de Ré
Ré er en fransk ø i Atlanterhavet ud for byen La Rochelle i departementet Charente-Maritime. Siden 1988 har den været forbundet med bro til La Rochelle. Førhen var den en del af provinsen Aunis, hvor La Rochelle var hovedstad.
Øen er kun 26 kilometer lang, men den har knap 100km kyst i alt, en stor del udgøres af badestrand. Den er Frankrigs fjerdestørste ø og har cirka 18.000 beboere.
På øens nordlige del findes et naturreservat, hvor titusinder af trækfugle passerer årligt.

## Geografi
Øens overfladeareal er 85 km2. Dens højeste punkt Peu-des-Aumonts befinder sig 20 meter over havets overflade. Den tre kilometer lange bro, der forbinder øen til fastlandet findes på det østligste punkt. Broen er klokkeformet og 30 meter høj, så skibe frit passere nedenunder.
Byen er opdelt i to Cantons med fem kommuner i hver. Den største by på Ré hedder La Flotte.

## Klima
Tekst mangler, hjælp os med at skrive teksten

## Eksterne referencer
- Wikimedia Commons har flere filer relateret til Île de Ré
- Turistinformation

46°11′39″N 01°24′39″V / 46.19417°N 1.41083°V